# Haag, Bayreuth
Haag là một đô thị ở huyện Bayreuth bang Bayern nước Đức. Đô thị Haag, Bayreuth có diện tích 13,29 km², dân số thời điểm ngày 31 tháng 12 năm 2006 là 937 người.